# Krzywa (Błędowa Tyczyńska)
Krzywa – część wsi Błędowa Tyczyńska w Polsce położona w województwie podkarpackim, w powiecie rzeszowskim, w gminie Chmielnik.
W latach 1954–72 siedziba gromady Krzywa.